# Nordgaupreis des Oberpfälzer Kulturbundes

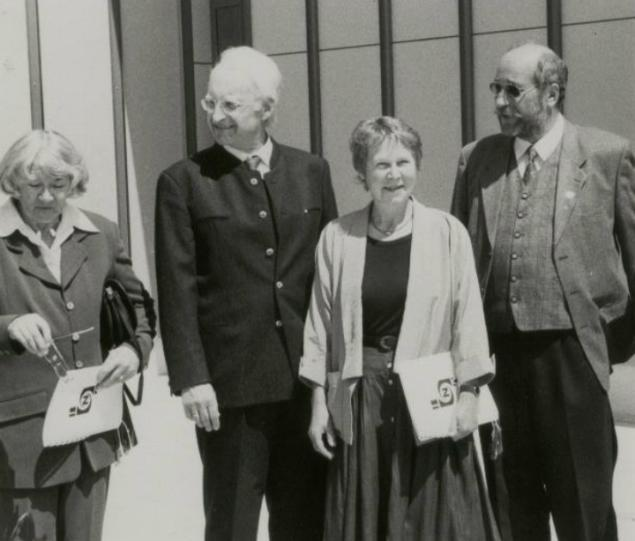
Nach der Verleihung des Nordgaupreises 1998 in Furth im Wald:
v. l. n. r.: Margret Hölle, Bay. Ministerpräsident Edmund Stoiber, Ruthild Langhammer und Bernhard M. Baron

Der Nordgaupreis des Oberpfälzer Kulturbundes (vor 1982: Nordgau-Kulturpreis der Stadt Amberg) ist eine seit 1952 vergebene regionale Auszeichnung für Persönlichkeiten (im Ausnahmefall auch für Gruppen bzw. Organisationen), die im Bereich der Oberpfalz und des ehemaligen Nordgaues leben oder aus ihm stammen und sich um Kultur und Heimatpflege verdient gemacht haben. 
Der Preis wurde vor 1982 auf Initiative der Stadt Amberg vergeben und seither vom Oberpfälzer Kulturbund (OKB) anlässlich der Nordgautage. Amberg war 1952 das erste Mal nach dem Zweiten Weltkrieg Veranstaltungsort für die Nordgautage, war aber 1934 schon einmal Veranstaltungsort.
Über die Verleihung entscheidet im Benehmen mit dem Bezirkstag und der Regierung das Präsidium des Oberpfälzer Kulturbundes. Insgesamt gibt es fünf mögliche Kategorien.

## Preisträger
| Nordgau-Kulturpreis der Stadt Amberg      | Nordgau-Kulturpreis der Stadt Amberg | Nordgau-Kulturpreis der Stadt Amberg | Nordgau-Kulturpreis der Stadt Amberg | Nordgau-Kulturpreis der Stadt Amberg |
| 1952                                      | 1952                                 | 1952                                 | 1952                                 | 1952                                 |
| ----------------------------------------- | ------------------------------------ | ------------------------------------ | ------------------------------------ | ------------------------------------ |
| Bildende Kunst                            | Dichtung                             | Musik                                | Heimatpflege                         | Nordgauförderung                     |
| Walter Dolch                              | Heinz Schauwecker                    | Karl Michael Komma                   | Karl Winkler                         | Josef Ulrich                         |
|                                           |                                      |                                      |                                      | Stadtrat Amberg                      |
|                                           |                                      |                                      |                                      | Ernst Bartl                          |
|                                           |                                      |                                      |                                      | Alois Bergmann                       |
|                                           |                                      |                                      |                                      | Friedrich Arnold                     |
| 1953                                      |                                      |                                      |                                      |                                      |
| Bildende Kunst                            | Dichtung                             | Musik                                | Heimatpflege                         | Nordgauförderung                     |
| Walther Klemm                             |                                      | Theobald Schrems                     | Heribert Sturm                       | Hans-Christoph Seebohm               |
|                                           |                                      |                                      | Michael Laßleben                     | Eduard Enzmann                       |
| 1954                                      |                                      |                                      |                                      |                                      |
| Bildende Kunst                            | Dichtung                             | Musik                                | Heimatpflege                         | Nordgauförderung                     |
| Willy Ruß                                 | Florian Seidl                        | Rudolf Eisenmann                     | Viktor Karell                        | Walter Boll                          |
| 1956                                      |                                      |                                      |                                      |                                      |
| Bildende Kunst                            | Dichtung                             | Musik                                | Heimatpflege                         | Nordgauförderung                     |
| Franz Gruss                               | Gottfried Kölwel                     | Max Sturm                            | Albert Brosch                        | Emmanuel Reichenberger               |
| 1958                                      |                                      |                                      |                                      |                                      |
| Bildende Kunst                            | Dichtung                             | Musik                                | Heimatpflege                         | Nordgauförderung                     |
| Michael Mathias Prechtl                   | Bruno Brehm                          |                                      | Karl Bosl                            | Rudolf Lodgman von Auen              |
| 1960                                      |                                      |                                      |                                      |                                      |
| Bildende Kunst                            | Dichtung                             | Musik                                | Heimatpflege                         | Nordgauförderung                     |
| Ludwig Steininger                         | Robert Lindenbaum                    | H. E. Erwin Walther                  | Anton Ernstberger                    | Hans Schelter                        |
| 1962                                      |                                      |                                      |                                      |                                      |
| Bildende Kunst                            | Dichtung                             | Musik                                | Heimatpflege                         | Nordgauförderung                     |
| Herbert Molwitz                           | Gertrud Fussenegger                  | Ernst Kutzer                         | Hans Dachs                           | Toni Schönecker                      |
| 1964                                      |                                      |                                      |                                      |                                      |
| Bildende Kunst                            | Dichtung                             | Musik                                | Heimatpflege                         | Nordgauförderung                     |
| Franz Sales Gebhardt-Westerbuchberg       | Regensburger Schriftstellergruppe    | Ludwig Müller („Waldmüller“)         | Franz Heidler                        | Karl Petrus Möhler                   |
| 1966                                      |                                      |                                      |                                      |                                      |
| Bildende Kunst                            | Dichtung                             | Musik                                | Heimatpflege                         | Nordgauförderung                     |
| Wilhelm Srb-Schloßbauer                   | Franz Liebl                          | Ferdinand Haberl                     | Hans Muggenthaler                    | Martha Brandl                        |
|                                           |                                      |                                      |                                      | Otto Peisl                           |
|                                           |                                      |                                      |                                      | Anton Schreiegg                      |
| 1968                                      |                                      |                                      |                                      |                                      |
| Bildende Kunst                            | Dichtung                             | Musik                                | Heimatpflege                         | Nordgauförderung                     |
| Franz Ermer                               |                                      | Adolf Scherbaum                      | Johann Baptist Lehner                |                                      |
| 1970                                      |                                      |                                      |                                      |                                      |
| Bildende Kunst                            | Dichtung                             | Musik                                | Heimatpflege                         | Nordgauförderung                     |
|                                           |                                      | Josef Zilch                          | Ernst Gagel                          |                                      |
| 1972                                      |                                      |                                      |                                      |                                      |
| Bildende Kunst                            | Dichtung                             | Musik                                | Heimatpflege                         | Nordgauförderung                     |
| Rupert D. Preißl                          |                                      |                                      | Hanns Binder                         |                                      |
|                                           |                                      |                                      | Alois Bergmann                       |                                      |
| 1974                                      |                                      |                                      |                                      |                                      |
| Bildende Kunst                            | Dichtung                             | Musik                                | Heimatpflege                         | Nordgauförderung                     |
| Richard Triebe                            | Erich Ludwig Biberger                | Franz Biebl                          |                                      |                                      |
| 1976                                      |                                      |                                      |                                      |                                      |
| Bildende Kunst                            | Dichtung                             | Musik                                | Heimatpflege                         | Nordgauförderung                     |
|                                           | Gertrud von den Brincken             |                                      | Alfons Haseneder                     | Ludwig Gillitzer                     |
| 1978                                      |                                      |                                      |                                      |                                      |
| Bildende Kunst                            | Dichtung                             | Musik                                | Heimatpflege                         | Nordgauförderung                     |
| Walter Hagen                              | Anna Maria Simundt                   | Karl Schwämmlein                     |                                      |                                      |
| 1980                                      |                                      |                                      |                                      |                                      |
| Bildende Kunst                            | Dichtung                             | Musik                                | Heimatpflege                         | Nordgauförderung                     |
| Heribert J. Losert                        |                                      | Franz Wilhelm Rösch                  | Adolf Eichenseer                     |                                      |
| Nordgaupreis des Oberpfälzer Kulturbundes |                                      |                                      |                                      |                                      |
| 1982                                      |                                      |                                      |                                      |                                      |
| Bildende Kunst                            | Dichtung                             | Musik                                | Heimatpflege                         | Nordgauförderung                     |
| Fritz Wurmdobler                          | Ernst R. Hauschka                    |                                      | Willi Faltenbacher                   |                                      |
| 1984                                      |                                      |                                      |                                      |                                      |
| Bildende Kunst                            | Dichtung                             | Musik                                | Heimatpflege                         | Nordgauförderung                     |
|                                           | Eberhard Dünninger                   | Anton Zimmert                        | Hermann Braun                        |                                      |
| 1986                                      |                                      |                                      |                                      |                                      |
| Bildende Kunst                            | Dichtung                             | Musik                                | Heimatpflege                         | Nordgauförderung                     |
| Rudi Weichmann                            |                                      | Karl-Heinz Malzer                    | Otto Zerlik                          |                                      |
| 1988                                      |                                      |                                      |                                      |                                      |
| Bildende Kunst                            | Dichtung                             | Musik                                | Heimatpflege                         | Nordgauförderung                     |
|                                           | Willy Mitterhuber                    |                                      | Erich Laßleben                       | Josef „Seff“ Heil                    |
| 1990                                      |                                      |                                      |                                      |                                      |
| Bildende Kunst                            | Dichtung                             | Musik                                | Heimatpflege                         | Nordgauförderung                     |
|                                           | Walther Zeitler                      |                                      | Horst Gabriel                        | Albert Reich                         |
| 1992                                      |                                      |                                      |                                      |                                      |
| Bildende Kunst                            | Dichtung                             | Musik                                | Heimatpflege                         | Nordgauförderung                     |
| Hermann Schätzler                         | Margarete Müller-Henning             |                                      |                                      | Josef Weinmann                       |
| 1994                                      |                                      |                                      |                                      |                                      |
| Bildende Kunst                            | Dichtung                             | Musik                                | Heimatpflege                         | Nordgauförderung                     |
|                                           | Walter Höllerer                      |                                      | Lorenz Schreiner                     | Ernst Emmerig                        |
| 1996                                      |                                      |                                      |                                      |                                      |
| Bildende Kunst                            | Dichtung                             | Musik                                | Heimatpflege                         | Nordgauförderung                     |
|                                           |                                      | Franz A. Stein                       |                                      | Erich Hiltl                          |
| 1998                                      |                                      |                                      |                                      |                                      |
| Bildende Kunst                            | Dichtung                             | Musik                                | Heimatpflege                         | Nordgauförderung                     |
| Ruthild Langhammer                        | Margret Hölle                        |                                      |                                      | Bernhard M. Baron                    |
| 2000                                      |                                      |                                      |                                      |                                      |
| Bildende Kunst                            | Dichtung                             | Musik                                | Heimatpflege                         | Nordgauförderung                     |
| Jeff Beer                                 |                                      | Helmut Schwämmlein                   | Helmut Wolf                          |                                      |
| 2002                                      |                                      |                                      |                                      |                                      |
| Bildende Kunst                            | Dichtung                             | Musik                                | Heimatpflege                         | Nordgauförderung                     |
| Renate Christin                           |                                      | Gertraud Kaltenecker                 |                                      | Widmar Hader                         |
| 2004                                      |                                      |                                      |                                      |                                      |
| Bildende Kunst                            | Dichtung                             | Musik                                | Heimatpflege                         | Nordgauförderung                     |
| Renate Meerwald                           | Michael Kumeth („Wolfsmehl“)         |                                      |                                      |                                      |
| 2006                                      |                                      |                                      |                                      |                                      |
| Bildende Kunst                            | Dichtung                             | Musik                                | Heimatpflege                         | Nordgauförderung                     |
| Heiner Riepl                              |                                      | Kurt Seibert                         | Josef Fendl                          |                                      |
| 2008                                      |                                      |                                      |                                      |                                      |
| Bildende Kunst                            | Dichtung                             | Musik                                | Heimatpflege                         | Nordgauförderung                     |
| Paul Schinner                             | Johannes Reitmeier                   | Armin Rosin                          |                                      |                                      |
| 2009                                      |                                      |                                      |                                      |                                      |
| Bildende Kunst                            | Dichtung                             | Musik                                | Heimatpflege                         | Nordgauförderung                     |
| Günter Dollhopf                           |                                      | Raimund Walter Sterl                 | Brückner & Brückner Architekten      | Johann Böhm                          |
| 2012                                      |                                      |                                      |                                      |                                      |
| Bildende Kunst                            | Dichtung                             | Musik                                | Heimatpflege                         | Nordgauförderung                     |
| Ludwig „Wigg“ Bäuml                       | Harald Grill                         |                                      | Ludwig Zehetner                      |                                      |
| 2014                                      |                                      |                                      |                                      |                                      |
| Bildende Kunst                            | Dichtung                             | Musik                                | Heimatpflege                         | Nordgauförderung                     |
| Helmut Langhammer                         | Bernhard Setzwein                    | Josef „Sepp“ Roider                  |                                      |                                      |
| 2016                                      |                                      |                                      |                                      |                                      |
| Bildende Kunst                            | Dichtung                             | Musik                                | Heimatpflege                         | Nordgauförderung                     |
| Richard Vogl                              |                                      | Jürgen Kirner                        | Rudi Bayerl                          |                                      |
| 2018                                      |                                      |                                      |                                      |                                      |
| Bildende Kunst                            | Dichtung                             | Musik                                | Heimatpflege                         | Nordgauförderung                     |
| Tone Schmid                               |                                      | Lothar Bauer                         | Adalbert Busl                        |                                      |
| 2022                                      |                                      |                                      |                                      |                                      |
| Bildende Kunst                            | Dichtung                             | Musik                                | Heimatpflege                         | Nordgauförderung                     |
| Günter Mauermann                          |                                      | Peter W. Schmidt                     | Erika Eichenseer                     |                                      |
| 2024                                      |                                      |                                      |                                      |                                      |
| Bildende Kunst                            | Dichtung                             | Musik                                | Heimatpflege                         | Nordgauförderung                     |
| Wolfgang Herzer                           | Alfred Wolfsteiner                   |                                      | Eckhard Bodner                       |                                      |

Siehe auch
- Kulturpreis des Bezirks Oberpfalz